# Дума про плач невільників
«Дума про плач невільників» — дума, музичний твір.

## Музика
В 1903 р. Микола Лисенко знову повернувся до записування кобзарських дум і занотував від Сластіону повну мелодію думи «Плач невільників». Від миргородського кобзаря Кравченко (1858—1917) Колесса записав мелодії думи — «Невільницький плач».

## Виконавці

### Кобзарі
- М. Кравченко,
- О. Сластьон

### Бандуристи
- Ф. Жарко,
- Г. Ткаченко

### Лірники
- Олександр Гришко